# 伯勞屬

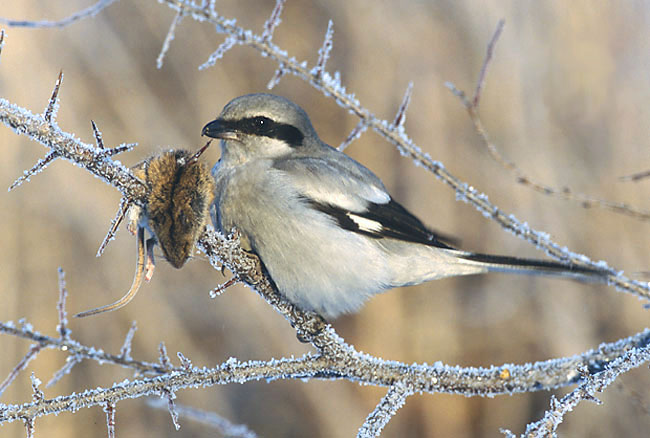
將捕獲的獵物穿刺在尖銳物體上是伯勞的習性。圖為一隻灰伯勞與被其穿刺在樹木的刺上的黑線姬鼠

伯勞屬（学名：Lanius），為雀形目伯勞科中的一屬，伯勞科中大多數的種類都在此屬中。屬名的拉丁文原意為「屠夫」。
此屬中大多數的物種分佈在歐亞大陸及非洲，較特殊的有像是灰伯勞這樣，分佈的範圍包含了接近極地的地區，或是像呆頭伯勞這樣出現在北美。另外，在南美和澳洲都沒有伯勞科的物種分佈。
伯勞鳥大多棲息在視野較為開放的地區，且通常會停在突出的高處，像是樹梢、電線杆等。牠們會主動出擊來獵捕地面或空中的獵物，而牠們主要的獵物是大型昆蟲，有時也會捕捉小型的鳥類、爬蟲類或哺乳動物。不過對於灰伯勞這類較大型的北方種類，牠們則更常捕捉脊椎動物，特別是在冬天的時候。
儘管牠們以獵捕其他動物維生，但牠們並不是實際的猛禽，牠們缺乏強而有力的爪子。牠們通常會用腳抓起獵物插在尖銳的物體上，如荊棘或鐵絲網等，以便之後用鉤形的嘴剖開獵物。
大多數種類的伯勞鳥除了繁殖季之外的時間多為獨自生活。而像灰伯勞、紅背伯勞這類分佈在溫帶的種類則是候鳥，會在冬天時飛到南方的繁殖地區。

## 物種
- 虎紋伯勞，
- 牛頭伯勞，
- 紅背伯勞，
- 荒漠伯勞，
- 紅尾伯勞，
- 栗背伯勞，
- 艾氏伯勞，
- 南非伯勞，
- 褐背伯勞，
- 棕背伯勞，
- 灰背伯勞，
- 灰顶伯劳，
- 黑額伯勞，
- 呆頭伯勞，
- 灰伯勞，
- 南灰伯勞，
- 楔尾伯勞，
- 灰背長尾伯勞，
- 東非長尾伯勞，
- 肯尼亚伯劳，
- 索馬里伯勞，
- 麥氏伯勞，
- 領伯勞，
- 圣多美伯劳，
- 林䳭伯勞，
- 雲斑伯勞，